# 韓昇周
韓昇周（ハン・スンジュ、한승주、1996年11月27日 - ）は、韓国の囲碁棋士。南楊州市出身、韓国棋院所属、九段。大統領杯全国囲碁大会優勝、三星火災杯世界囲碁マスターズベスト8など。

## 経歴
7歳で囲碁を学び、小学4年から麒麟児囲碁教室で1年間学ぶ。2007年世界青少年囲碁選手権大会少年組優勝、2010年同青年組優勝。2012年国務総理杯世界アマチュア囲碁選手権戦優勝。
2013年初段。同年二段。2016年三段、新奥杯世界囲碁オープン戦ベスト16進出、未来の星新鋭最強戦ベスト4、四段。2018年五段。2019年国手山脈杯国内トーナメント戦準優勝、これにより六段。同年七段。
2021年八段、牛膝鳳爪韓国棋院選手権戦リーグ入り、三星火災杯ベスト8、大統領杯全国囲碁大会優勝し、これにより九段昇段。
2013年から韓国囲碁リーグにKixxチームで出場。同年楽スターリーグで12勝2敗で最多勝、優秀棋士賞を受賞。韓国棋士ランキングでは2020年27位、2021年10位。

### 主な棋歴
国際棋戦
- 三星火災杯世界囲碁マスターズ ベスト8 2021年
- 国際新鋭囲碁対抗戦
  - 2013年 1-2（×党毅飛、×林書陽、○伊田篤史）
  - 2014年 2-1（○林立祥、×李軒豪、○平田智也）
- 金立杯中韓リーグ優勝対抗戦 2018年 0-1（×韓一洲）

国内棋戦
- 大統領杯全国囲碁大会 優勝 2021年
- 国手山脈杯国内トーナメント戦 準優勝 2019年
- クラウン・ヘテ杯 準優勝 2022年
- 牛膝鳳爪韓国棋院選手権戦リーグ 2021-22年 6位（3-2）
- 韓国囲碁リーグ
  - 2013年（Kixx）
  - 2014年（Kixx）7-6
  - 2015年（Kixx）2-10
  - 2016年（正官庄皇眞丹）8-6
  - 2017年（正官庄皇眞丹）9-7
  - 2018年（正官庄皇眞丹）7-5
  - 2019-20年（ホームアンドショッピング）8-8
  - 2020-21年（Com2uS Tygem）5-9
  - 2021-22年（Com2uS Tygem）8-8

## 注
1. ↑  韓国棋院「신안천일염 김정현, 2013 바둑리그 MVP 선정」2014.1.8